# St. Peter und Paul (Brochterbeck)

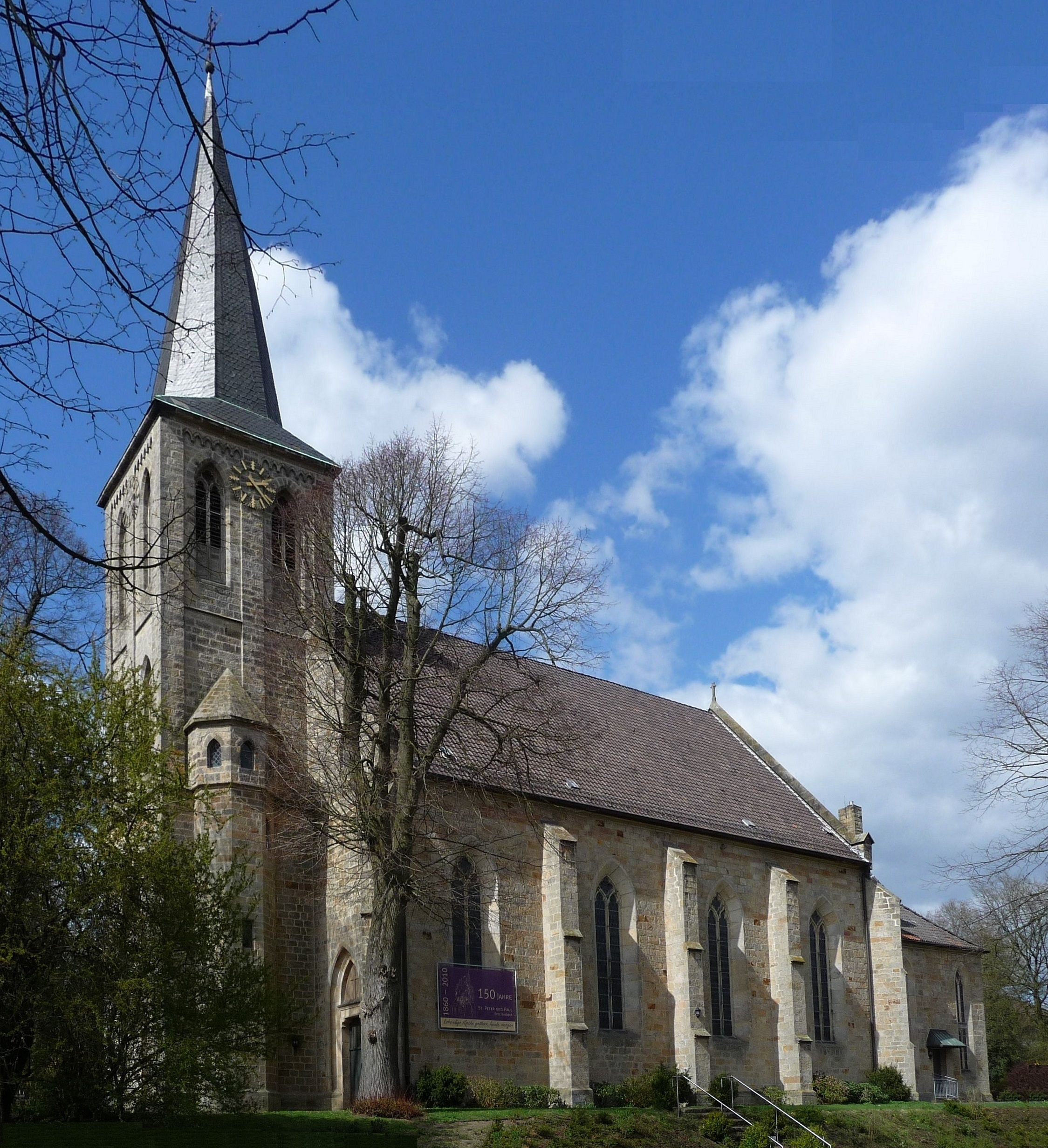
St. Peter und Paul (Brochterbeck)

Die römisch-katholische, denkmalgeschützte Filialkirche St. Peter und Paul steht in Brochterbeck, einem Gemeindeteil der Kleinstadt Tecklenburg im Kreis Steinfurt von Nordrhein-Westfalen. Die Kirchengemeinde gehört zur Pfarreiengemeinschaft Ibbenbüren im Dekanat Ibbenbüren des Bistums Münster.

## Beschreibung
Die neugotische Hallenkirche wurde 1856–60 anstelle einer baufälligen Fachwerkkirche nach einem Entwurf von Emil von Manger erbaut. Sie besteht aus einem Langhaus mit vier Jochen, das mit einem Satteldach bedeckt ist, und dessen Wände von Strebepfeilern gestützt werden, zwischen denen sich Maßwerkfenster befinden, einen eingezogenen Chor mit einem Joch und Fünfachtelschluss im Norden und einem Kirchturm im Süden, dessen Wände mit Lisenen gegliedert und mit einem Bogenfries unter des Dachtraufe verziert ist. Der Kirchturm ist mit einem schiefergedeckten, achtseitigen Knickhelm bedeckt. Sein oberstes Geschoss beherbergt die Turmuhr und den Glockenstuhl. An seiner Ostwand schmiegt sich ein achteckiger Treppenturm. 
Der Innenraum ist mit einem Kreuzrippengewölbe überspannt, das auf Pfeilern ruht, die die Seitenschiffe vom Mittelschiff trennen. Die bauzeitliche Kirchenausstattung ist nur teilweise erhalten. Die 1863 im Chor eingebaute Orgel wurde 1987 auf die Empore umgesetzt. 